# Дагестанський державний університет народного господарства
Дагестанський державний університет народного господарства (ДДУНГ) — вищий навчальний заклад Дагестану, що готує фахівців для різних галузей народного господарства. 
В університеті навчається понад 10 тисяч осіб на 6 факультетах. Викладацький склад налічує понад 850 осіб, 42 з яких доктори наук, 478 — кандидати наук.

## Історія
Університет заснований у 1991 році постановою Ради Міністрів Дагестанської АРСР від 19 лютого 1991 № 19 з метою підготовки кадрової бази для ринкової економіки, що набирає обертів .
З моменту створення ДДУНГ ректором був Гамід Ахмедович Бучаєв. Під його керівництвом університет істотно збільшив матеріально-технічну базу і став кращим ВНЗ Дагестану.

## Факультети
- Інформаційні технології та управління
- Іноземні мови
- Бухгалтерський облік, аналіз і аудит
- Фінансово-економічний
- Податковий
- Землевпорядний
- Бізнес-коледж

## Керівники
| Роки      | Ректор                       |
| --------- | ---------------------------- |
| 1991—2008 | проф. Бучаєв Гамід Ахмедович |
| 2008—2021 | проф. Бучаєв Ях'я Гамідович  |
| 2021—н.ч. | проф. Бучаєв Ахмед Гамідович |